# لرد چارلز کاوندیش
لرد چارلز کاوندیش (به انگلیسی: Lord Charles Cavendish)،(زاده ۱۷ مارس ۱۷۰۴ – درگذشته ۲۸ آوریل ۱۷۸۳) نجیب‌زاده بریتانیایی و سیاستمدار حزب ویگ بود.
در ۹ ژانویه ۱۷۲۷ لرد چارلز کاوندیش با آنه دِ گری (درگذشته ۲۰ سپتامبر ۱۷۳۳)، دختر اولین دوک کنت، هنری گری و دوشس جمیما گری ازدواج کرد. آن‌ها دو تا فرزند داشتند: هنری کاوندیش (زاده۱۷۳۱ – درگذشته۱۸۱۰) که یکی از برجسته‌ترین فیزیکدانان و شیمیدانان دوران خود محسوب می‌شد و فردریک کاوندیش (زاده۱۷۳۳ –درگذشته۱۸۱۲) در سال ۱۷۲۵، کاوندیش به نمایندگی از طرف مردم روستای هیتس‌بری وارد مجلس عوام بریتانیا شد و تا سال ۱۷۴۱ صندلی‌های متفاوتی را در آن حفظ کرد تا اینکه در آن سال پست خانوادگیشان را در دربی‌شایر به پسر برادرش ویلیام کاوندیش دوونشر واگذار کرد.

## پژوهش علمی
در سال ۱۷۵۷ از طرف انجمن سلطنتی به خاطر توسعه دماسنجی که بیشترین و کمترین درجه حرارت را در هر زمانی و در غیاب مشاهده‌گر نشان می‌داد مدال کاپلی گرفت.
چارلز کاوندیش همچنین یکی از اولین آزمایش‌گران با وسیله ذخیره بار الکتریکی یعنی بطری لیدن که در سال ۱۷۴۶ به انگلستان وارد شد،بود.علاقه وی به پژوهش در مورد الکتریسیته به پسرش هنری ،که اوهم عضو برجسته انجمن سلطنتی بود، منتقل شد.هنری کاوندیش به خاطر آزمایشهای مربوط به الکتریسیته و همچنین به خاطر کشفیات دیگرش در فیزیک از جمله : آزمایش معروفش با ترازوی پیچشی که با آن جرم زمین را محاسبه کرد،حتی بیشتر از پدرش مشهوراست.